# Matti Lepistö
Leevi Matias Lepistö dit Matti Lepistö (né le 8 mars 1901 à Toholampi et mort le 7 décembre 1991 à Toholampi) est un agriculteur et homme politique finlandais,,. 

## Biographie
Matti Lepistö est le fils du fermier Josua Lepistö et d'Ida Pekkarinen. 
Après avoir fréquenté l'école primaire et en 1916 une école de campagne itinérante, il travaille comme agriculteur à Toholampi.
Matti Lepistö étudie aussi à l'Académie des travailleurs en 1926.

## Carrière politique
Matti Lepistö est député de la circonscription du Nord de Vaasa du 1er août 1929 au 21 juillet 1958.
Matti Lepistö est ministre de l'Agriculture du gouvernement Fagerholm I (29.07.1948–16.03.1950)
Il est aussi vice-ministre de l'Agriculture des gouvernements Kekkonen II (17.01.1951–19.09.1951), Kekkonen III (20.09.1951–28.11.1952), Sukselainen I (02.09.1957–28.11.1957) et Kuuskoski (26.04.1958–28.08.1958).

## Affaire de corruption Salaputki
Parti Lepistö est l'un des accusés dans l'affaire dite Salaputki jugée par la Cour suprême. Le 18 septembre 1953, la Cour suprême a jugé que l'entreprise Salaputki avait obtenu des aides d'État pour de mauvais motifs et que Jussi Raatikainen avait donné de fausses informations à ses collègues ministres. 
Jussi Raatikainen a été condamné à une amende et Lepistö a payé une indemnité à l'État,.

## Publications
- Maataloutemme ajan puntarissa : ajankohtaista maatalouspolitiikan ja sen tulevan suunnan tarkastelua. Sos.dem. puoluetoimisto, 1948.
- Vapaa talonpoika Pohjanmaalta, muistelmateos. (toimittanut Olavi Hurri) Tammi, 1983.